# Rhagophthalmus tonkineus
Rhagophthalmus tonkineus är en skalbaggsart som beskrevs av Leon Fairmaire 1888. Rhagophthalmus tonkineus ingår i släktet Rhagophthalmus och familjen Rhagophthalmidae. Inga underarter finns listade i Catalogue of Life.